# Podbiałek alpejski
Podbiałek alpejski (Homogyne alpina (L.) Cass) – gatunek rośliny z rodziny astrowatych (Asteraceae). Występuje w górach południowej i środkowej Europy – od Pirenejów po Półwysep Bałkański i Ukrainę. W Polsce rośnie w Karpatach i Sudetach, poza górami w okolicy Zgorzelca.
Nazwa zwyczajowa polska pochodzi od kształtu liści bardzo podobnych, tylko znacznie mniejszych, do liści podbiału pospolitego

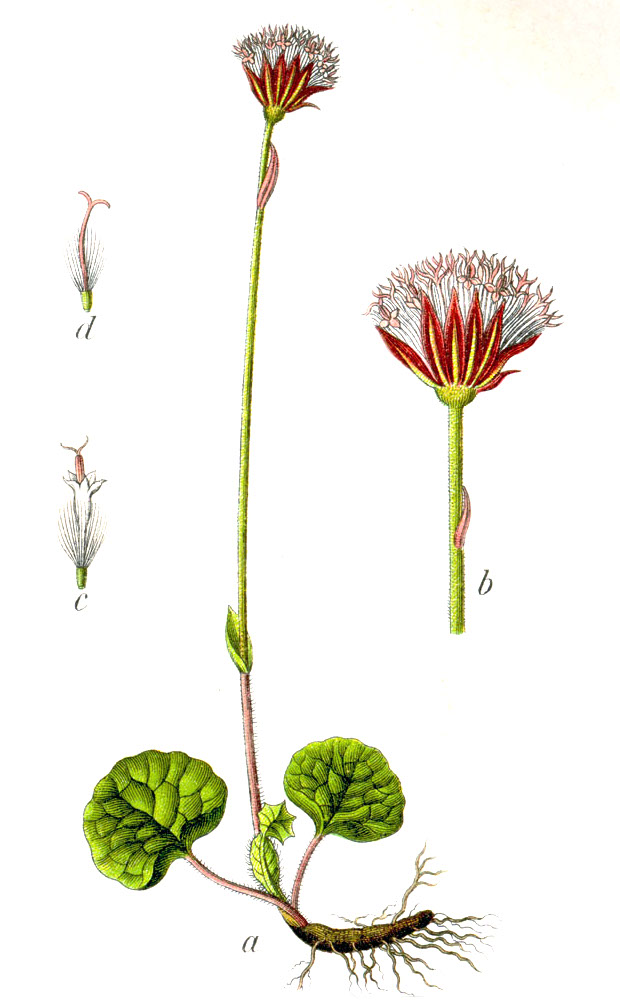
Morfologia

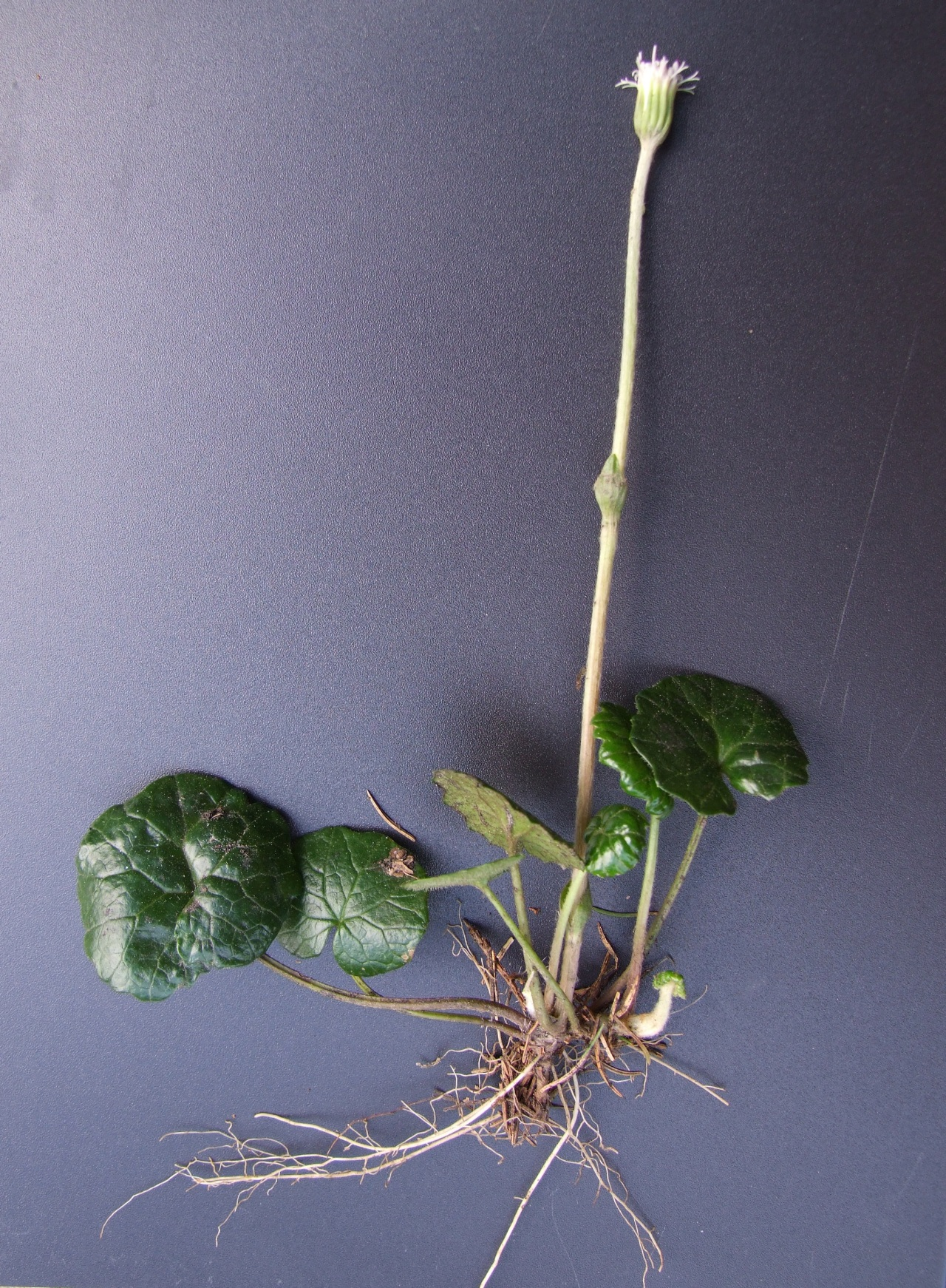
Pokrój

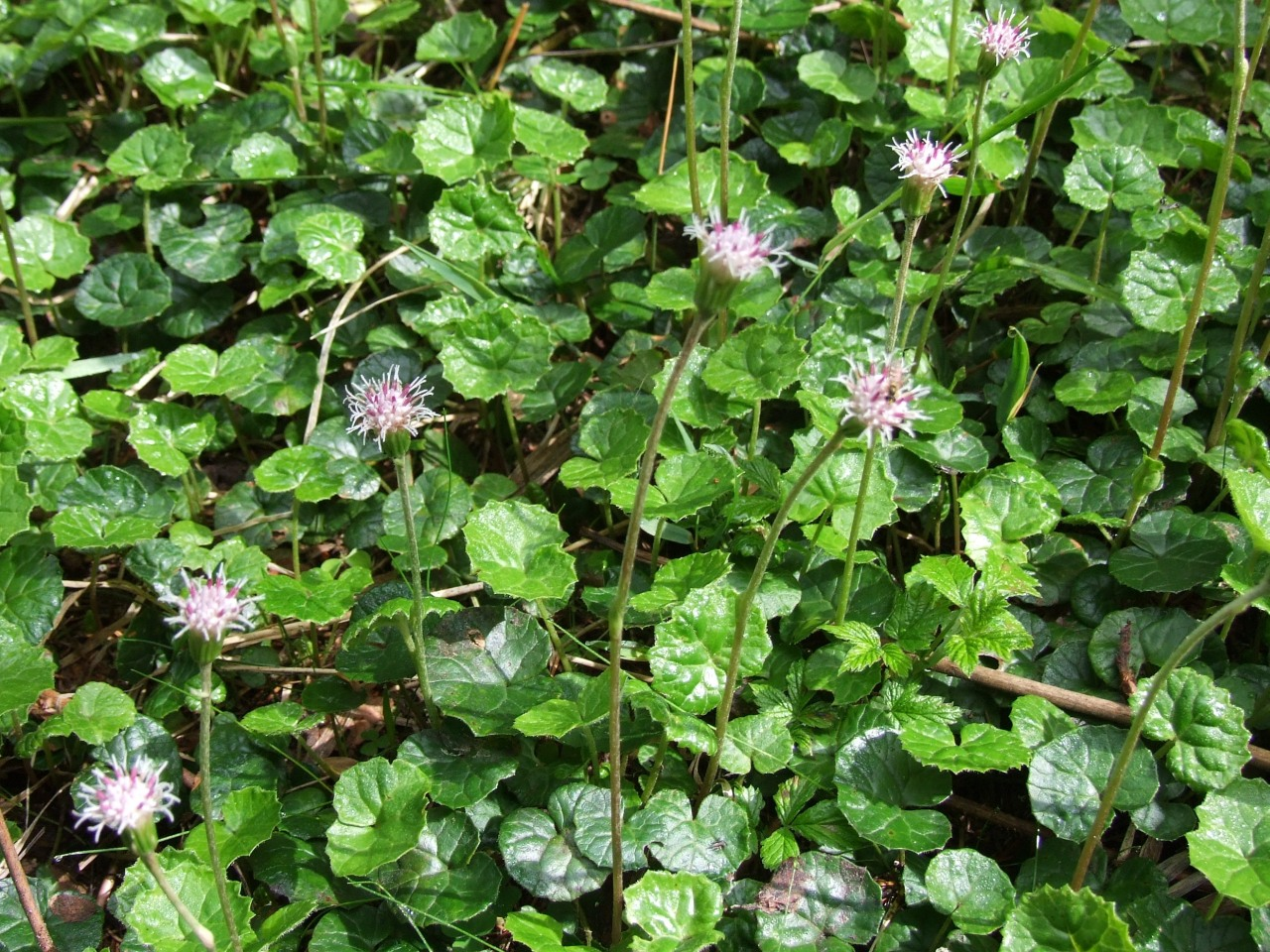
Skupisko podbiałka

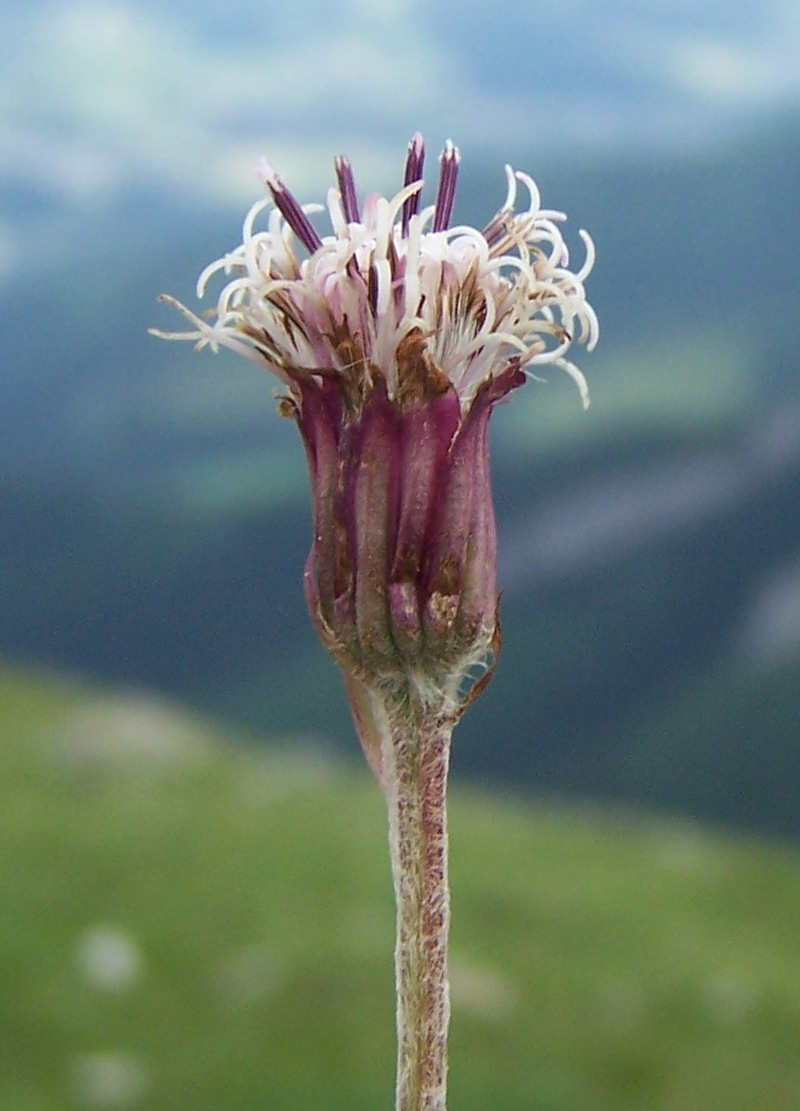
Koszyczek

## Morfologia
PokrójRoślina zielna z pełzającym, cienkim i walcowatym kłączem. Łodyga kwiatonośna osiąga od 10 do 40 cm wysokości, jest nierozgałęziona, czerwonobrunatnej barwy, pajęczynowato-wełnisto owłosiona. Włoski gruczołowate i zwykłe, ale rozgałęzione.
LiścieOdziomkowe, długoogonkowe, skupione w rozetę przyziemną. Są zimotrwałe i skórzaste, okrągławo nerkowate z sercowato wyciętą nasadą. Osiągają do 6 cm długości. Brzegi karbowane, czasem z ostkami na końcach karbów. Liście z wierzchu są ciemnozielone, od spodu jaśniejsze, bywają czerwonawo nabiegłe. Dwa liście łodygowe łuskowate – małe, siedzące i jajowate.
KwiatyZebrane w pojedyncze, fioletowo-różowe koszyczki długości ok. 1,5 cm. Wszystkie kwiaty są rurkowate. Na brzegu koszyczka występują liczne kwiaty żeńskie o długości do 10 mm, w środku obupłciowe, lecz płonne kwiaty osiągające do 18 mm. Kwiatostany rozwijają się pojedynczo na szczycie łodygi. Listki okrywy w jednym szeregu, lancetowate, luźno ustawione, na brzegu zielone, wzdłuż grzbietu czerwonawe.
OwoceNagie, brązowe i błyszczące niełupki o długości do 4,5 mm i szerokości do 2 mm z białymi włoskami puchu kielichowego.

## Biologia i ekologia
- Rozwój: bylina. Kwitnie przed wytworzeniem letnich liści asymilacyjnych, od maja do lipca[4][5]. Roślina wiatrosiewna.
- Siedlisko: lasy, głównie szpilkowe, zarośla kosówki, traworośla oraz hale, od regla dolnego po piętro turniowe[4]. Roślina kwasolubna. Rośnie na najuboższych w składniki pokarmowe glebach brunatnych oraz bielicowych, wyługowanych, o podłożu kwaśnym.
- W klasyfikacji zbiorowisk roślinnych gatunek charakterystyczny dla klasy (Cl.) Vaccinio-Piceion[6].
- Liczba chromosomów 2n= 120 (160)[7].